# تپه میر جمال ۷
تپه میر جمال ۷ مربوط به سده‌های میانه دوران‌های تاریخی پس از اسلام است و در شهرستان زابل، بخش میانکنگی، دهستان قرقری، ۹۳۰ متری شمال شرق روستای میر جمال واقع شده و این اثر در تاریخ ۲۷ اسفند ۱۳۸۶ با شمارهٔ ثبت ۲۲۶۶۶ به‌عنوان یکی از آثار ملی ایران به ثبت رسیده است.